# 威廉皇帝纪念碑

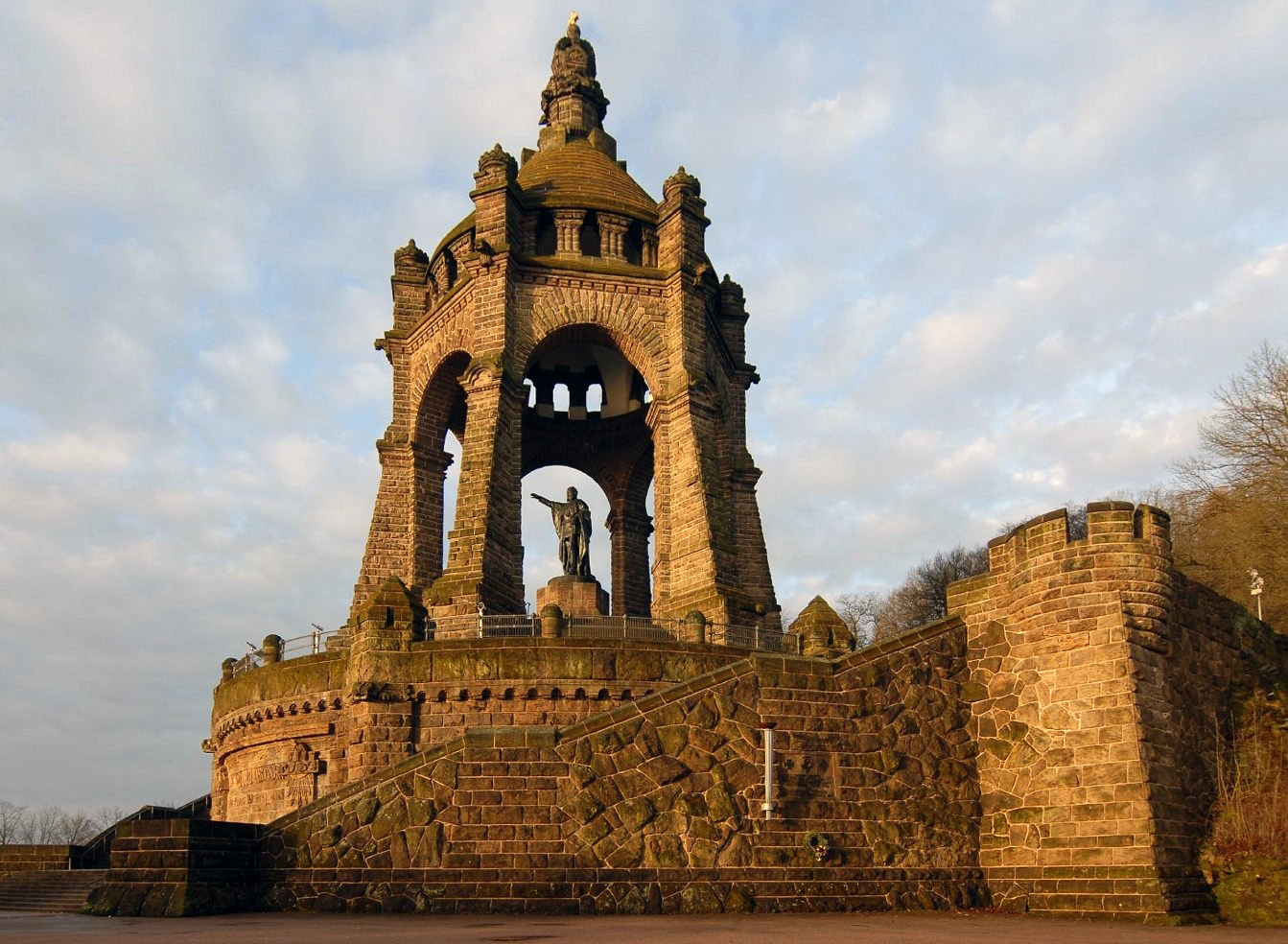
2006年的威廉皇帝纪念碑

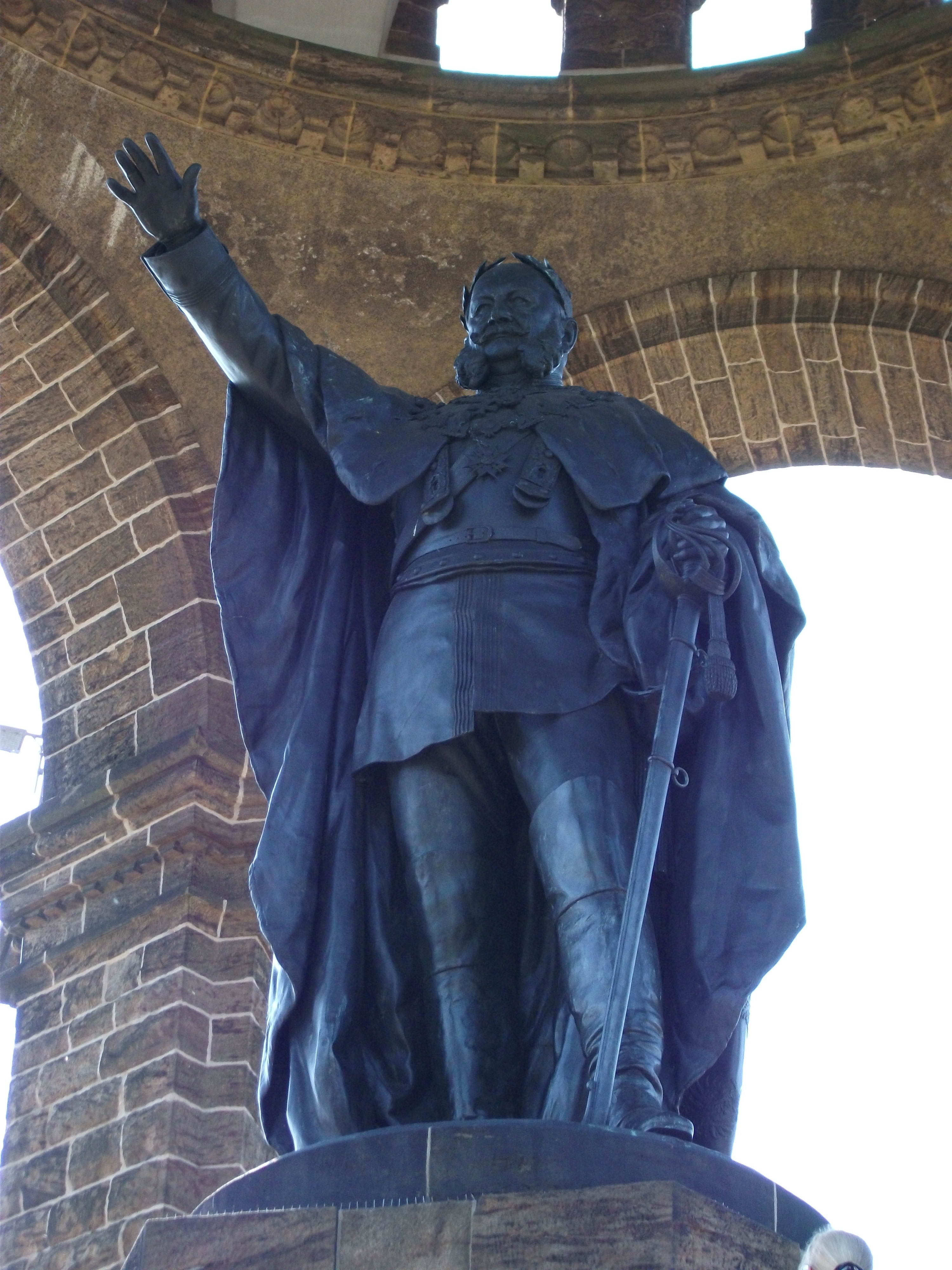
纪念碑内的威廉一世雕像

威廉皇帝纪念碑（德語：Kaiser-Wilhelm-Denkmal)是位于德國北莱茵-威斯特法伦明登-吕伯克县的波尔塔韦斯特法利卡威悉河附近的一座巨型纪念碑。

## 历史
它是由当时的普魯士威斯特法伦省在1892年至1896年间为纪念德意志帝國第一位皇帝威廉一世而建立的。该纪念碑高约88米，是德国的国家纪念碑之一。